# PPP2R2B
PPP2R2B (англ. Protein phosphatase 2 regulatory subunit Bbeta) – білок, який кодується однойменним геном, розташованим у людей на короткому плечі 5-ї хромосоми. Довжина поліпептидного ланцюга білка становить 443 амінокислот, а молекулярна маса — 51 710.
| 10         |  | 20         |  | 30         |  | 40         |  | 50         |
| ---------- |  | ---------- |  | ---------- |  | ---------- |  | ---------- |
| MEEDIDTRKI |  | NNSFLRDHSY |  | ATEADIISTV |  | EFNHTGELLA |  | TGDKGGRVVI |
| FQREQESKNQ |  | VHRRGEYNVY |  | STFQSHEPEF |  | DYLKSLEIEE |  | KINKIRWLPQ |
| QNAAYFLLST |  | NDKTVKLWKV |  | SERDKRPEGY |  | NLKDEEGRLR |  | DPATITTLRV |
| PVLRPMDLMV |  | EATPRRVFAN |  | AHTYHINSIS |  | VNSDYETYMS |  | ADDLRINLWN |
| FEITNQSFNI |  | VDIKPANMEE |  | LTEVITAAEF |  | HPHHCNTFVY |  | SSSKGTIRLC |
| DMRASALCDR |  | HTKFFEEPED |  | PSNRSFFSEI |  | ISSISDVKFS |  | HSGRYIMTRD |
| YLTVKVWDLN |  | MENRPIETYQ |  | VHDYLRSKLC |  | SLYENDCIFD |  | KFECVWNGSD |
| SVIMTGSYNN |  | FFRMFDRNTK |  | RDVTLEASRE |  | NSKPRAILKP |  | RKVCVGGKRR |
| KDEISVDSLD |  | FSKKILHTAW |  | HPSENIIAVA |  | ATNNLYIFQD |  | KVN        |

A: Аланін

C: Цистеїн

D: Аспарагінова кислота

E: Глутамінова кислота

F: Фенілаланін

G: Гліцин

H: Гістидин

I: Ізолейцин

K: Лізин

L: Лейцин

M: Метіонін

N: Аспарагін

P: Пролін

Q: Глутамін

R: Аргінін

S: Серин

T: Треонін

V: Валін

W: Триптофан

Кодований геном білок за функцією належить до фосфопротеїнів. 
Задіяний у таких біологічних процесах, як апоптоз, альтернативний сплайсинг, поліморфізм. 
Локалізований у цитоплазмі, цитоскелеті, мембрані, мітохондрії, зовнішній мембрані мітохондрій.